# Ashi Tashi Dorji
Ashi Tashi Chodzom Dorji est née le 29 août 1923, c'est une figure très appréciée au Bhoutan qui a joué un rôle important dans l'histoire moderne du pays, notamment dans les relations internationales et dans la vie culturelle.

## Biographie
Ashi Tashi Dorji, sœur de la reine grand- mère et grand-tante du roi actuel, est née à Bhoutan House à Kalimpong le 29 août 1923, fille de Gongzim Sonam Tobgye Dorji et de la princesse Sikkim Choying Wangmo Dorji . En 1952, elle a été envoyée par le troisième roi, Sa Majesté Jigme Dorji Wangchuck dans l'est du Bhoutan pour aider les gens qui étaient durement taxés par les dirigeants locaux, en lui donnant le pouvoir de donner des terres (Kidu) aux Zaps et Tayps (classes sans terre). Ce qui fut connu sous le nom d' Ashi Tashi Thram et arrêta l'exode massif des Bhoutanais de l'est vers l'Inde.Pendant son séjour à Trashigang l'un des vingt dzongkhags qui constituent le Bhoutan, elle a rencontré de nombreux lépreux et elle a prodigué de nombreux soins lors de ses soirées à base de pénicilline. Elle a de ce fait signalé au roi que le dzongkhag de Trashigang avait besoin d'un hôpital pour soigner les lépreux.

## Carrière politique
En 1954, elle a recruté des soldats pour le roi et a aidé à établir leur camp d'entraînement militaire.
En 1962 Tashi Chodzom Dorji a représenté son frère Jigme Palden Dorji, le Premier ministre du Bhoutan, à la  14e réunion du Comité consultatif du Plan Colombo , qui s'est tenue à Melbourne, en Australie. Le Bhoutan ne faisait pas partie des dix-sept pays membres, mais le Premier ministre australien Sir Robert Menzies avait invité Lyonchen Jigme à y assister en tant qu'observateur. Alors que la délégation officielle se préparait à faire le voyage, la guerre sino-indienne a éclaté. Lyonchen Jigme ne pouvant partir, mandata sa sœur pour diriger une délégation entièrement féminine qui se composait de sa conjointe Tessla Dorji, et de sa secrétaire  Benita Dunne. Tashi Dorji a assisté à tous les événements et a demandé que le Bhoutan soit autorisé à s'y joindre, alors que le protocole de Colombo imposait que le Bhoutan devait attendre deux ans. Tashi Dorji a impressionné les dirigeants par son discours et le Bhoutan fut invité à se rejoindre les travaux sur le champ. C'était la première organisation internationale à laquelle le Bhoutan participait.

## Titres
Le 29 Août 1923 , à sa naissance elle a reçu le titre de noblesse et de respect bhoutanais Ashi, Tashi Chodzom Dorji (en dzongkha : ཨ་ཞེ) qui signifie « dame » . Le titre est précédé du nom donné, et est porté par une femme noble du royaume du Bhoutan et par les femmes de la famille royale bhoutanaise.

## Distinctions
En 1985, le quatrième roi du Bhoutan Jigme Singye Wangchuck a décerné à Ashi Tashi Dorji la médaille de l'Ordre du bien-aimé du dragon du tonnerre ( Druk Thuksey), en reconnaissance de ses services rendus au Royaume du Bhoutan.
Le 11 juillet 2018 Ashi Tashi Dorji a été la première bhoutanaise a recevoir le titre d' Officier dans l' Ordre d'Australie, en reconnaissance des liens solides qu'elle a établis entre les deux pays.